# Dulle Griet (bier)
Dulle Griet is een Belgisch bier. Het wordt gebrouwen door Scheldebrouwerij te Meer, een deelgemeente van Hoogstraten.

## Het bier
Dulle Griet is een donker kastanjebruin bier van hoge gisting met een alcoholpercentage van 6,5%. Het is een krachtig bier, met een milde afdronk. Het bier heeft licht zoete geuren, van drop en kandij en een fruitige en kruidige smaak. Dulle Griet wordt gebrouwen sinds 1999. Oorspronkelijk had het een alcoholpercentage van 8,5%. 
- Kleur: Kastanjebruin

- Geur: Roast & hout
- Smaak: Moutig & kandij
- Afdronk: Droge afdronk

## Achtergrond
De naam verwijst naar de Dulle Griet, een bombarde (kanon) van Gent uit de 15e eeuw. Op het etiket van het bier staat een groot kanon dat gedragen wordt door twee wildemannen. Deze zijn typisch voor Scheldebrouwerij en verwijzen naar Bergen op Zoom, de Nederlandse gemeente die twee wildemannen in het wapenschild draagt en geboortegrond van de brouwerij. Op het kanon zit een “dulle griet”.
Aanvankelijk was de brouwerij gevestigd in Nederland en werd Dulle Griet daar ook gebrouwen. In 2008 verhuisde Scheldebrouwerij naar België.